# 罗波那

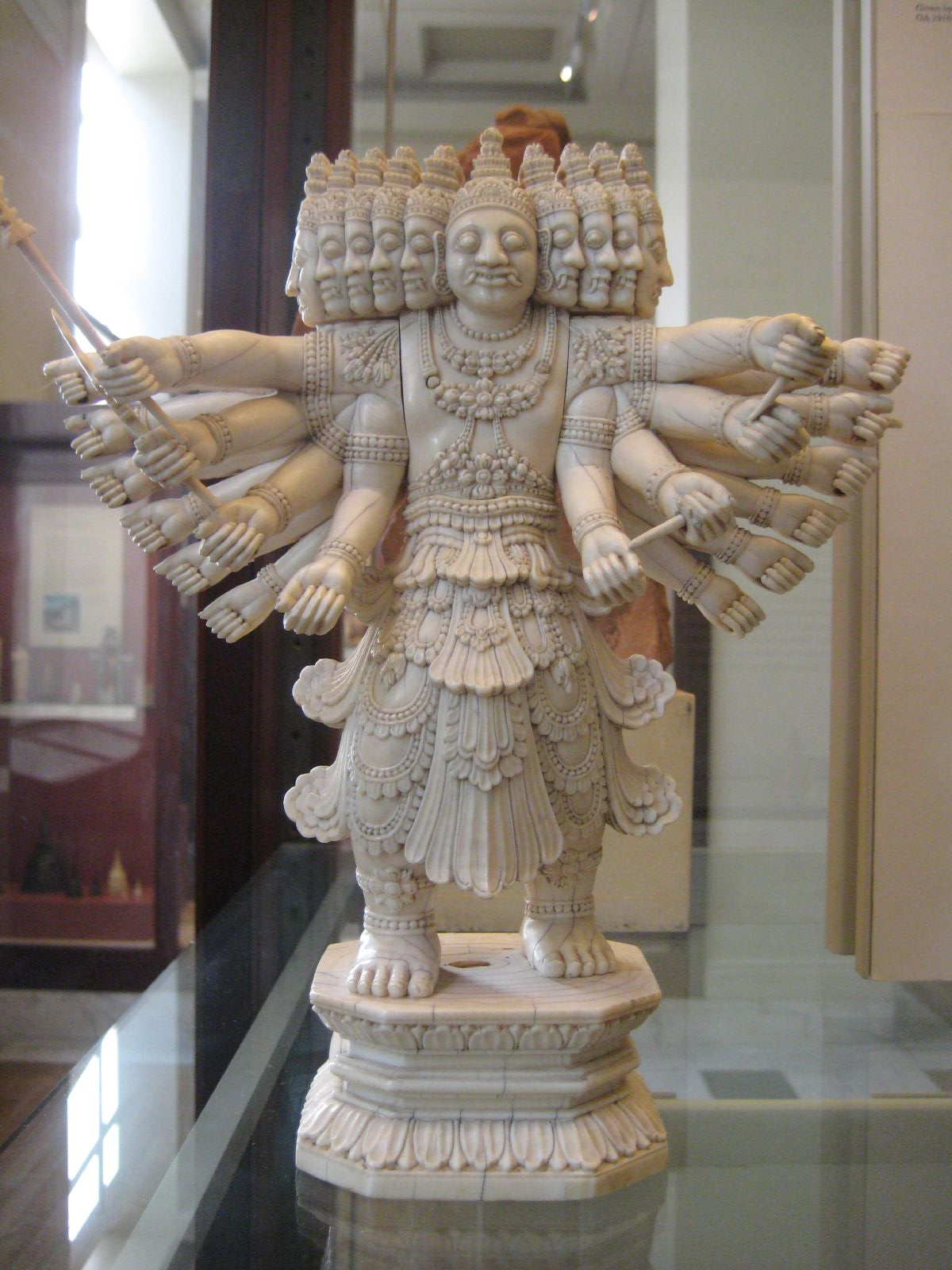
大英博物馆收藏，18世紀南印度的羅波那塑像

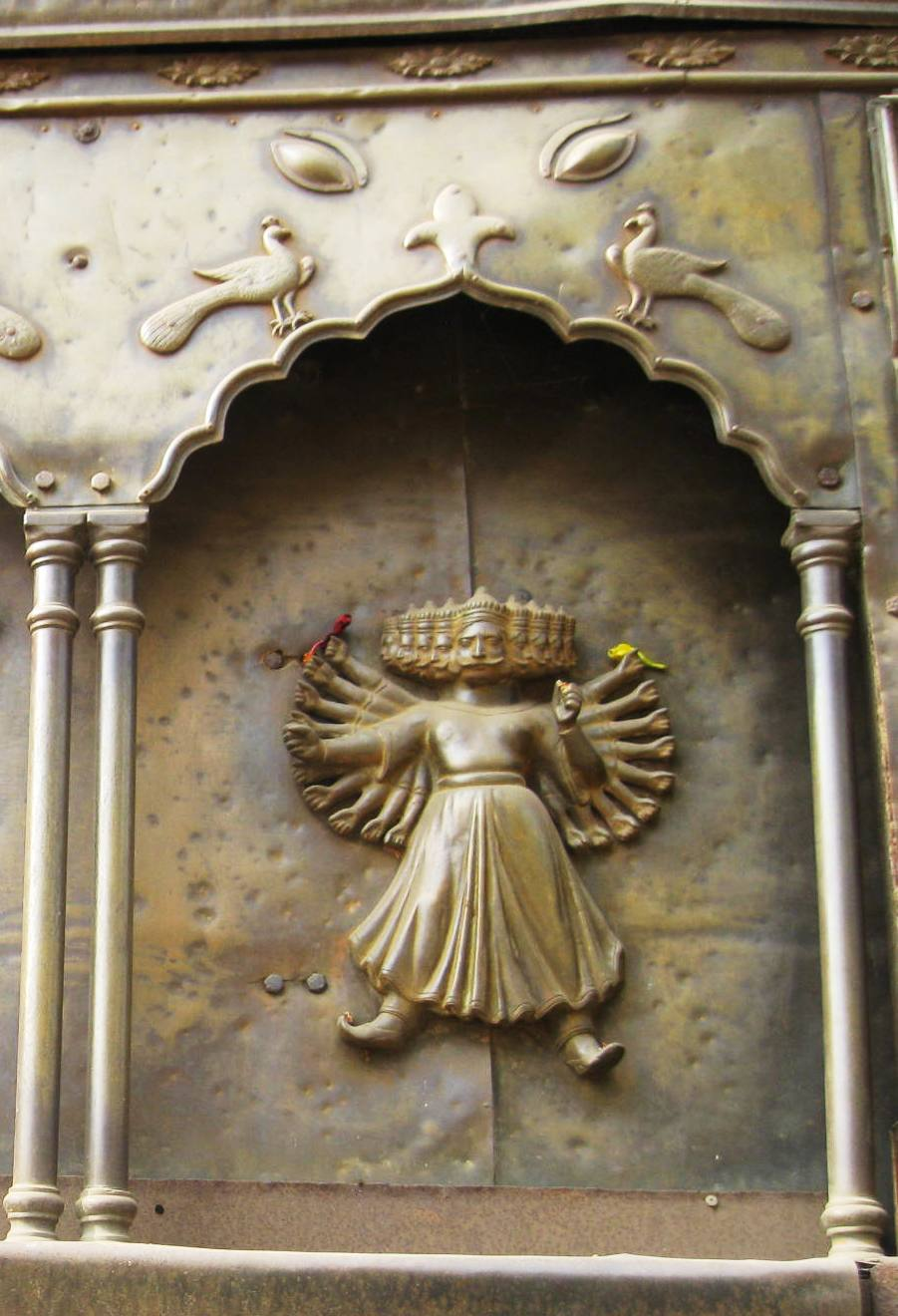
罗波那 在黄铜战车上，Searsole Rajbari，西孟加拉邦，印度。

罗波那（梵語：、Rāvaṇa、發音：[ˈraːʋɐɳɐ]）是印度神話中的古代楞伽國王，也是印度史詩《罗摩衍那》中的主要反派。在《罗摩衍那》中他是仙人毗尸羅婆和吉吉悉的長子，他綁架了羅摩的妻子悉多，將悉多安置於楞伽的Ashoka Vatika花園中。羅摩在Vanara國王須羯哩婆及軍隊的協助下，擊殺羅波那並救回悉多。
罗波那通常被描述為反派，不過他也是有能的統治者、维纳琴大師、博學的學者（通曉六部Shastra及四部吠陀，包含Shiva Tandava Stotra）。他同時也是湿婆最虔誠的信徒，寺廟中常可見到罗波那與濕婆同時出現，甚至一同祭祀。在毘濕奴派經典中，罗波那被描述為毗湿奴受詛咒的守門人之一。罗波那也出現在佛教本生故事、大乘佛教楞伽經、耆那教版本的羅摩衍那。
罗波那曾對梵天進行過數年的激烈苦行，過程中因為憤怒於梵天的無視而將自己的頭切下來，但每次切下時都會生出新的頭。如此重覆10次後梵天終於顯靈，將所有被切下的頭都接回他的頸上、在他的肚臍注入不死甘露，并賜予他不受凡人以外的神魔所傷手。獲得神力的罗波那帶著外祖父的軍隊到楞伽，威脅同父異母的兄長俱毗罗要以武力奪取其政權，俱毗罗在父親的建議下棄守楞伽。但楞伽在罗波那的統治下富裕無比，百姓不知饑餓為何物。